# Брунс, Карл Христиан
Карл Христиан Брунс (нем. Karl Christian Bruhns; 1830—1881) — немецкий астроном и метеоролог; первооткрыватель пяти комет, вычислитель орбит комет и планет.

## Биография
Карл Христиан Брунс родился 22 ноября 1830 года в городе Плёне в земле Шлезвиг-Гольштейн, в семье  механика Карла Христиана Брунса (01.09.1805—04.10.1880); мать — Доротея
Генриетта, урождённая Кубиг (24.07.1802—05.06.1883). В раннем возрасте Карл Брунс проявил способности к математике и, по желанию отца, стал механиком, одновременно изучая высшую математику, астрономию и иностранные языки.
В 1851 году начал работать в Берлине на машиностроительном заводе Борзига, затем на заводе Siemens & Halske. По рекомендательному письму своего учителя, астронома из Альтоны Адольфа Петерсена познакомился с Иоганном Энке, директором Берлинской обсерватории, который, приняв во внимание вычислительные способности Брунса, сделал его в 1852 году временным, а вскоре и ординарным вторым ассистентом обсерватории. В июле 1854 года Брунс был назначен первым ассистентом (наблюдателем) Берлинской обсерватории.
В 1856 году получил учёную степень, защитив диссертацию на тему: «De planetis minoribus inter Martem et Jovem circa Solem versantibus» (O малых планетах, вращающихся вокруг Солнца между Марсом и Юпитером. — Берлин, 1856); а в 1859 году стал приват-доцентом Берлинского университета. В том же году по рекомендации Александра фон Гумбольдта Брунс получил приглашение в Лейпциг и 1 апреля 1860 года был назначен адъюнкт-профессором кафедры астрономии Лейпцигского университета и занял должность астронома-наблюдателя в Лейпцигской обсерватории. После ухода с должности директора обсерватории Августа Мёбиуса 8 ноября 1861 года Брунс стал её новым директором. По его указаниям и планам обсерватория была перестроена в соответствии с новейшими требованиями по меркам второй половины XIX века. Эта новая обсерватория, построенная на окраине города в районе Йоханнисталь  (нем.) (ныне — Штефанштрассе, 3), долгое время была одной из самых оснащённых обсерваторий в Германии и завоевала высокую репутацию в стране и за рубежом благодаря своим астрономическим, геодезическим и метеорологическим результатам. В ней был произведён целый ряд важных наблюдений, частью лично Брунсом, частью под его руководством, относящихся к определению положения планет, комет, неподвижных звёзд (наблюдение зон); было открыто множество небесных тел. С 8 ноября 1868 года Карл Христиан Брунс был назначен профессором астрономии Лейпцигского университета.
В 1857 году вместе с Гольдшмидтом получил Премию имени Лаланда Парижской Академии наук. В 1867 году он был избран членом Леопольдины, с 1869 года был действительным членом Саксонской академии наук.
Не менее замечательны его вычисления путей комет, которые он публиковал большей частью в «Astronomische Nachrichten».
Довольно продолжительное время был начальником астрономического отделения при Прусском институте геодезии и издал за это время несколько томов «Astronom.-geod ä sischen Arbeiten etc.» (Лейпциг, 1865—1874).
В 1863 году он создал сеть из двадцати четырёх (по другим данным — 22) метеорологических станций, которыми сам и руководил. Это была одна из самых густых и стабильных сетей в мире после Швейцарии. Во многом благодаря усилиям Карла Христиана Брунса в 1878 году в Лейпциге было открыто «Метеорологическое бюро прогнозов погоды», одно из первых в Германии. Одиннадцатилетние метеорологические наблюдения составляют результат его деятельности в этой области. Вместе с Рюис Балло (Ruys Ballot), Скоттом и другими учёными он содействовал учреждению международного метеорологического комитета.
Помимо многочисленных работ по астрономии, геодезии и метеорологии Брунс писал обширные биографии, а также и популярные статьи в журналах. Он составил биографию Энке (Лейпциг, 1869), написал: «Астрономы Плейсенбурга» (Лейпциг, 1879), биографию Гумбольдта (3 т., Лейпциг, 1872); последний труд он составил в сообществе с десятью другими учёными.
Брунс был одним из учредителей «Астрономического общества»; он принадлежал к числу немногих лиц, выбранных комиссией для наблюдения за прохождением Венеры в 1874 году; принимал также деятельное участие в успехах географических наук и предприятий.
Скончался 25 июля 1881 года в Лейпциге.

## Семья
Женился 6 апреля 1863 года в церкви Св. Фомы в Лейпциге на Мари Элизабет Генриетте Валентинер (28.03.1843, Эккернферде — 04.06.1920, Ойбин), дочери пастора и архидиакона этой церкви — Фридриха Вильгельма Валентинера (1807—1899) и его жены Екатерины Магдалины, урожденной Фромм. На свадьбе присутствовали астрономы Иоганн Франц Энке и Вильгельм Юлиус Фёрстер. У них родилось шестеро детей, две дочери и четыре сына:
- Вилли Франц Зигфрид (05.02.1864, Лейпциг — 1929, Клаусталь-Целлерфельд); изучал естественные науки в Лейпцигском университете (1882—1886), затем был ассистентом в физико-химической лаборатории у физика Густава Генриха Видемана, позже стал профессором минералогии Горной академии Клаусталь-Целлерфельд.
- Матильда Элен (27.02.1867, Лейпциг — ?); рано вышла замуж и жила со своим мужем Бернхардом Заксе в Дрездене.
- Карл Александр (24.11.1869, Лейпциг — 1934, Берлин); изучал медицину в Лейпциге (1888—1893) у Генриха Куршмана, затем работал его помощником в городской больнице Св. Якова в Лейпциге; позже стал в Берлине профессором и директором больницы Шарлоттенбург; специализировался на кожных и венерических болезнях.
- Бернхард Теодор Максимилиан (21.05.1872, Лейпциг — 25.09.1915); изучал математику в Лейпциге (1891—1893; 1894—1896) и в Страсбургском университете (1893—1894), но больше интересовался географией и в 1896 году под руководством географа Фридриха Ратцеля защитил докторскую диссертацию; преподавал в средней школе сначала в Хемнице, с 1898 года — в Дёбельне, затем в Аннаберге, с 1908 года — в Циттау. Не был женат и жил в Циттау с матерью и младшей сестрой Катариной. В 1913 году стал профессором Реальной гимназии Циттау, в 1914 году был призван в армию и погиб в чине капитана и командира роты 25 сентября 1915 года во Франции.
- Катарина Люси Мария (29.11.1875, Лейпциг — март 1945); не была замужем.
- Герман Конрад Эрнст (09.08.1878, Лейпциг — 1883).

Когда Карл Христиан Брунс умер, его вдове Мари было тридцать восемь лет, и у неё почти не было имущества. Он всегда довольствовался скромным доходом и никогда не просил повышения своего жалованья. Кроме того, почти 25 лет он финансово поддерживал своих родителей в Плене. По ходатайству ректора Лейпцигского университета Лютхардта ей была назначена пенсия на воспитание её 6 детей. 